# Labidochromis shiranus
Labidochromis shiranus (лат.) — один из видов рыб из семейства цихловых. Эта рыба обитает в озере Малави. Имеет размеры до 7,8 сантиметров.

## Этимология
Род получил своё название за способность рыб вытягивать зубами водоросли и мелких животных из скал.

## Среда обитания
Впервые были выловлены у мыса Мара в озере Малави. Встречаются в западной части озера Малави между дельтой реки Шире и островом Мпанди, а также в южной части острова у мыса Маканьила и посёлком Метангула. Там они обитают на мелководье, вблизи камней и гальки.
Питается в основном перифитоном, а также мелкими личинками ракообразных.